# Дугаржапов, Бато
Бато Дугарович Дугаржапов  (род. 29 января 1966, село Дульдурга Читинской области) — московский живописец, монументалист.

## Биография
Учился в московской средней художественной школе им. Томского. В 1983 году получил диплом конкурса на лучшую композицию среди художественных школ СССР.
1986—1992 Московский государственный академический художественный институт имени В. И. Сурикова. Монументальное отделение. Его учителями были Е. Максимов и С. Гавриляченко.
1992/94 — Участие в выставках русского искусства в аукционном зале ДРУО в Париже.
В 1999—2000 гг. участие в росписи Храма Христа Спасителя в творческой группе под руководством Е. Н. Максимова (центральный и надалтарный купол)
В 2004 году в течение десяти месяцев храм Казанской иконы Божией Матери Казанского вокзала расписывали под руководством Бато. Награждение медалями преподобного Сергия Радонежского II степени и «патриаршей грамотой» от патриарха Московского и всея Руси Алексия.
Член Московского союза художников. Живёт и работает в Москве. Бато Дугаржапов включен в Забайкальскую энциклопедию как деятель культуры.
Постоянный участник выставок «Арт-Манеж» и «Арт-салон в ЦДХ», а также выставок организуемых Московским Союзом Художников.
Постоянно экспонируется в ряде галерей России, Франции, США, Англии

## Выставки
1990 — Участие во Всесоюзной выставке произведений молодых художников (Москва)
1992—1994 — Участие в выставках русского искусства в аукционном зале ДРУО (Париж).
1994 — Участие в выставке дипломных работ студентов художественных вузов (Москва)
1995 — Участие в выставке «Образ и реальность» (Центральный Дом Художника, Москва)
1995 — Персональная выставка в галереи «Кросна» (Москва)
1996 — Персональная выставка (Центральный Дом Художника, Москва)
1997 — Персональная выставка (Чита)
1997 — Участие в региональной выставке (Хабаровск)
1998 — Персональная выставка в галерее «А и Т» (Центральный Дом Художника, Москва)
1999 — Участие в международном художественном салоне «ЦДХ-99». Галерея «Алмазово» (Центральный Дом Художника, Москва)
1999 — Участие в выставках «Мир цветов» в Италии (Милан, Пьяченца, Кремона)
2000 — Участие в международном художественном салоне «ЦДХ-2000». Галерея «Алмазово» (Центральный Дом Художника, Москва)
2000 — Выставка в Amadeus Gallery (Лондон)
2002—2003 — Участие в VII, VIII, IX международных ярмарках «Арт-Манеж». Галерея «Арт-Яр» (Манеж, Москва)
2002 — Персональная выставка в дизайн-студии «El-chentro nova» (Москва)
2002 — Участие в выставках «Пурга II» (ЦДХ); «Мир вещей»; «Время Luxury» (Москва)
2003 — Персональная выставка в развлекательном центре «Арбат» (Москва)
2004 — Персональная выставка в галерее «Арт-Яр» (Москва)
2005 — Постоянная экспозиция. Галерея «Арт-изба» (с. Петрово-Дальнее)
Постоянная экспозиция. Галерея «Арт-Яр» (Москва)
2006 — Участие в весенней и осенней выставках «Московские монументалисты» (Центральный Дом Художника, МДХ, Москва)
2006 — Персональная выставка в галерее «Petley fine art» и галерее «СалонРус» (Лондон)
2007 — Art Miami. Галерея «Ханхалаев» (Майами, США)
2007 — Московский международный салон изящных искусств 2007. Галерея «Ханхалаев» (Манеж, Москва)
2008 — Постоянная экспозиция. Галерея «Сав Арт»; Коллективная выставка «Вне времени». Галерея «Арт Яр», Башня «Федерация», ММДЦ «Москва-Сити» (Москва)
2009 — Персональная выставка в Государственном Институте Искусствознания (Москва)
2010 — Персональная выставка. Международный Художественный Фонд, Москва.
— Групповая выставка авторов галереи «Арт-Яр». Городская Художественная галерея (Саров, Нижегородская область).
— Групповая выставка «Атомный ренессанс» (Росатом, Москва).
— Персональная выставка «Календарь Малевича» (Новосибирск).
2012 — Выставка живописи в Государственном институте искусствознания.